# Suzanna Son
Suzanna Son (Hamilton, 31 ottobre 1995) è un'attrice statunitense.

## Biografia
Suzanna Son è nata a Hamilton, nel Montana. Ha frequentato il Cornish College of the Arts a Seattle, dove si è specializzata in musica classica, dopodiché ha proseguito la sua formazione in ambito teatrale, anche se poi ha abbandonato al secondo anno di studi. Nel 2018, Susanna è stata notata dal regista Sean Baker appena fuori dalla proiezione di Don't Worry, He Won't Get Far on Foot di Gus Van Sant all'Arclight Hollywood Cinema, tanto da chiederle di fare un provino per il suo prossimo film, anche se poi non l'ha richiamata per due anni.
Solo nel 2021 è stata ingaggiata per il ruolo principale nel lungometraggio Red Rocket, dove ha interpretato una diciassettenne texana che intraprende una relazione con un ex pornostar. Il film è stato il suo primo ruolo da protagonista; prima di Red Rocket, era apparsa soltanto in un cortometraggio "osé" a basso budget. A seguito della sua interpretazione è stata nominata per un Gotham Award come miglior interprete rivelazione e un Independent Spirit Award come migliore attrice non protagonista.
Son ha anche pubblicato diverse registrazioni musicali. Quando Baker ha scoperto che insegnava pianoforte, scrisse appositamente una scena per farle cantare la cover di Bye Bye Bye degli NSYNC. In contemporanea le è stato anche richiesto di produrre una canzone propria, nel caso in cui non fossero stati in grado di assicurarsi i diritti sulla canzone, ma tutti e cinque i membri della band hanno approvato la cover. La versione dell'attrice è stata rilasciata su vari servizi di streaming musicale per promuovere il lungometraggio.
Nel novembre 2021 Son si è unita al cast della serie drammatica The Idol, prodotta da HBO, con The Weeknd e Lily-Rose Depp. Il 27 aprile 2022, Deadline aveva riferito che faceva parte dei membri del cast di cui non era previsto il ritorno dopo una pausa forzata, a causa di un cambiamento nella direzione creativa dello spettacolo, sebbene fosse apparsa nel teaser trailer ufficiale pubblicato il 21 agosto 2022. Il 1º marzo 2023, Rolling Stone ha infine riferito che Susanna era rimasta nel cast nonostante la revisione. Il 27 marzo 2023 viene annunciato che farà parte del cast principale nel lungometraggio horror Fear Street: Prom Queen, diretto da Matt Palmer e prodotto da Netflix.

## Vita privata
Nell'aprile 2023 ha annunciato di essersi sposata con la propria compagna, Ana Bedayo.

## Filmografia

### Cinema
- Red Rocket, regia di Sean Baker (2021)
- Fear Street: Prom Queen, regia di Matt Palmer (2025)

### Televisione
- The Idol – serie TV, 5 episodi (2023)

### Cortometraggi
- Secret Escort, regia di Bob Bragg (2019)
- What on Earth, regia di Jimmy Marble (2023)

### Videoclip musicali
- Lithonia di Childish Gambino, regia di Jack Begert (2024)

## Riconoscimenti
- Independent Spirit Awards[19]
  - 2022 – Candidatura alla migliore attrice non protagonista per Red Rocket
- International Online Cinema Awards
  - 2022 – Candidatura al miglior cast per Red Rocket
- Gotham Awards[20]
  - 2021 – Candidatura alla miglior performance rivelazione per Red Rocket
- Middleburg Film Festival[21]
  - 2021 – Premio al miglior cast per Red Rocket

## Doppiatrici italiane
Nelle versioni in italiano delle opere in cui ha recitato, Suzanna Son è stata doppiata da:
- Margherita De Risi in Red Rocket[22]
- Luisa D'Aprile in The Idol[23]